# Dragon Ball Z – The Movie: Rache für Freezer
Dragon Ball Z – The Movie: Rache für Freezer ist der fünfte von insgesamt 15 Kinofilmen, der wie die Animeserie Dragon Ball Z auf der Manga-Serie Dragon Ball des Zeichners Akira Toriyama basiert. Diesem Film von 1991 folgte ein Jahr später die Fortsetzung Dragon Ball Z – The Movie: Coolers Rückkehr. Beide Filme erschienen 2002 als DVD in Deutschland. Carlsen Comics brachte im selben Jahr die dazugehörigen Anime-Comics heraus (Ausgaben 21 – 24).

## Handlung
Die Geschichte wird mit einer Rückblende auf die Vernichtung der Saiyajins durch Freezer und den Tod von Son-Gokus Vater Bardock eingeleitet. Die Sequenz endet damit, dass Son-Gokus Weg mit der Raumkapsel vom Planeten Vegeta zur Erde nicht unbemerkt bleibt.
Nachdem Son-Goku Freezer auf Namek besiegt hat, führt er auf der Erde ein normales Leben. Während er mit seinem Sohn Son-Gohan und seinen Freunden zum Campen aufbricht, erfährt Cooler vom Tod seines Bruders Freezer. Er schwört Rache an dem Saiyajin und will die Erde vernichten.
Coolers Gefolgsleute Salza, Neizu und Doore machen Son-Goku und seine Freunde ausfindig, woraufhin es zum Kampf kommt. Schließlich erscheint Cooler, den Son-Goku zuerst für Freezer hält. Als Son-Goku seinen Sohn beschützen will, wird er von Cooler schwer verletzt, kann aber entkommen. Son-Gohan bringt seinen Vater in Sicherheit und begibt sich zu Meister Quitte, um Magische Bohnen zu holen. Coolers Gefolgsleute sind weiterhin auf der Suche nach Son-Goku und zerstören dabei wahllos die Umgebung, um ihn aus seinem Versteck zu locken. Als Son-Gohan mit seinem Hya-Drachen auf dem Rückweg zu seinem Vater ist, fangen sie ihn ab. Nun greift Piccolo ein, damit Son-Gohan Son-Goku die Magischen Bohnen bringen kann. Piccolo tötet Neizu und Doore und verwickelt Salza in einen Kampf bis sich Cooler in den Kampf einmischt. Son-Gohan erreicht das Versteck seines Vaters, ohne zu bemerken, dass er verfolgt wird. Die Magischen Bohnen, die Son-Goku heilen sollen, werden vernichtet. Allerdings erinnert sich Son-Gohan an die einzelne Bohne, die ihm Yajirobi zugeworfen und die er versteckt hatte.
Son-Goku wird damit geheilt und nimmt den Kampf gegen Cooler wieder auf. Zu seiner Überraschung kann sich Cooler einmal mehr verwandeln als sein Bruder Freezer und wird so für Son-Goku zu einem noch härteren Gegner. Als Son-Goku sich in einen Super-Saiyajin verwandelt, kann Cooler noch einen letzten Trumpf ausspielen, indem er eine riesige Supernova bildet, die die Erde zu zerstören droht. Son-Goku wehrt die Attacke mit einem Kamehame-Ha ab und die Energie katapultiert Cooler direkt in die Sonne. Salza will den Kampf wieder aufnehmen, wird aber von Piccolo mit dessen Höllenspirale getötet.

## Synchronisation
Die deutsche Synchronisation wurde vom Synchronstudio der Berliner MME Studios umgesetzt.
| Rolle           | Japanischer Sprecher (Seiyū) | Deutscher Sprecher |
| --------------- | ---------------------------- | ------------------ |
| Son-Goku        | Masako Nozawa                | Tommy Morgenstern  |
| Son-Gohan       | Masako Nozawa                | Sandro Blümel      |
| ChiChi          | Naoko Watanabe               | Julia Ziffer       |
| Krillin/Kuririn | Mayumi Tanaka                | Wanja Gerick       |
| Muten Roshi     | Kōhei Miyauchi               | Karl Schulz        |
| Oolong          | Naoki Tatsuta                | Bernhard Völger    |
| Piccolo         | Toshio Furukawa              | David Nathan       |
| Cooler          | Nakao Ryuusei                | Peter Flechtner    |
| Meister Quitte  | Nagai Ichirou                | Kaspar Eichel      |
| Yajirobi        | Tanaka Mayumi                | Eberhard Prüter    |